# Dan Foliart
Dan Foliart est un compositeur américain de musique à la télévision.

## Filmographie
- 1972 : The Only Way Home
- 1979 : A New Kind of Family (série télévisée)
- 1980 : Bosom Buddies (série télévisée)
- 1982 : Madame's Place (en) (série télévisée)
- 1982 : 9 to 5 (série télévisée)
- 1984 : Brothers (série télévisée)
- 1985 : Mary (série télévisée)
- 1987 : Marblehead Manor (série télévisée)
- 1989 : Médecin à Honolulu ("Island Son") (série télévisée)
- 1990 : Return to Green Acres (TV)
- 1991 : Papa bricole ("Home Improvement") (série télévisée)
- 1991 : The Royal Family (série télévisée)
- 1992 : Enquête privée ("Bodies of Evidence") (série télévisée)
- 1994 : L'Homme à la Rolls ("Burke's Law") (série télévisée)
- 1995 : Not Our Son (TV)
- 1996 : A Thousand Cranes
- 1996 : Savannah ("Savannah") (série télévisée)
- 1996 : Sept à la maison ("7th Heaven") (série télévisée)
- 1997-1998 : Un pasteur d'enfer (Soul Man) (série télévisée)
- 1998 : House Rules (série télévisée)
- 1998 : Costello (série télévisée)
- 1999 : L'Ange de l'amour (en) (The Soul Collector) (TV)
- 2002 : Touche pas à mes filles ("8 Simple Rules… for Dating My Teenage Daughter") (série télévisée)